# Kalocsa
Kalocsa (in italiano antico Caloccia) è una città dell'Ungheria situato nella contea di Bács-Kiskun, nell'Ungheria meridionale di 17.492 abitanti (dati 2009)
È Sede di un antichissimo arcivescovato. Si trova a circa 140 km a sud di Budapest. È situata in un'area paludosa vicino alla riva sinistra del Danubio. 
Kalocsa è una delle quattro sedi arcivescovili della chiesa cattolica in Ungheria. 
Fra gli edifici e monumenti importanti della cita vi sono: la cattedrale dell'Assunzione di Maria Vergine (costruita ai tempi degli arcivescovi Gabriel Herman Antun Patačić, František Xaver Klobušický, József Batthyány e Adam Patačić) il palazzo arcivescovile, un osservatorio astronomico, un seminario per sacerdoti cattolici. 
La cattedrale attuale, fondata intorno al 1135, è l'evoluzione dell'edificio fondato durante l'anno 1000 dal re Stefano il Santo. 
Il palazzo arcivescovile subì durante tra sedicesimo secolo e diciottesimo secolo ripetuti danni a causa della guerra tra Turchi e Ungheresi. 
Rifondato nel 1775 dall'arcivescovo József Batthyány su progetto dell'architetto scolopio Gáspár Oswald, l'episcopio venne completato ai tempi dell'arcivescovo Adam Patačić, al quale si deve in particolare l'allestimento della biblioteca diocesana. 
All'interno dell'edificio si trova una notevole biblioteca con oltre 140.000 volumi (diretta nel XVIII secolo anche da un bibliotecario italiano di nome Mariosa), fra cui 60 codici e 508 incunabula (tra i quali una Bibbia di Martin Lutero) ed un pianoforte appartenuto a Franz Liszt, che abitò spesso nel palazzo ospite dei locali arcivescovi.
Una grande parte della città è stata distrutta da un incendio nel 1875.
Le principali attività della zona sono le coltivazioni della vite, frutta, lino, canapa e cereali. Kalocsa è un importante centro per la produzione della paprica. Importanti sono anche la cacciagione di uccelli acquatici e la pesca. 
Molto nota anche la produzione di ceramica con una tipica decorazione floreale dai colori brillanti. 

## Società

### Evoluzione demografica
Secondo i dati del censimento 2001 il 95,2% degli abitanti è di etnia ungherese, il 3,4% di etnia rom